# باث اولیور

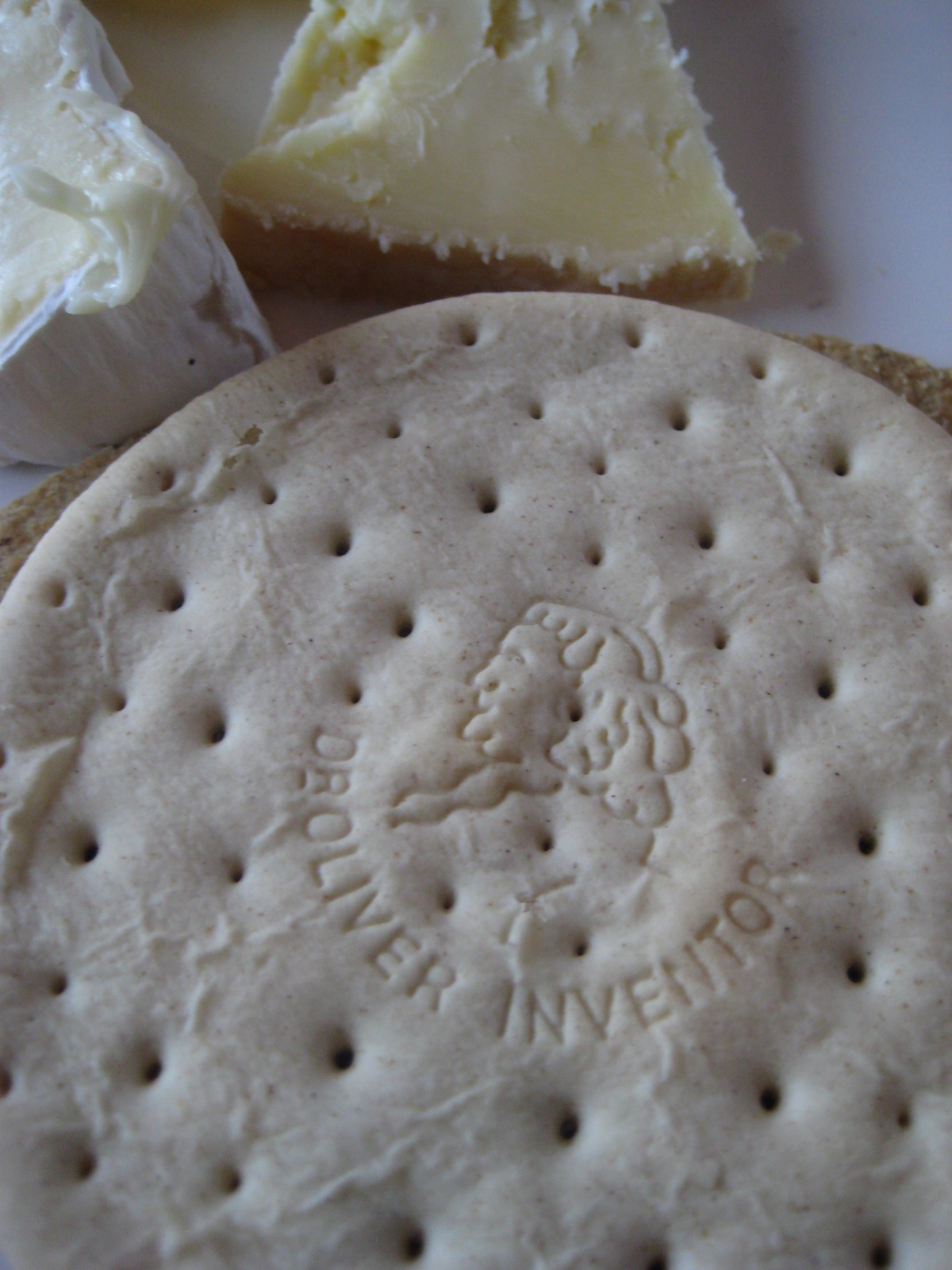

باث اولیور (به انگلیسی: Bath Oliver) نوعی بیسکویت خشک و غیرشیرین انگلیسی است که از ترکیب آرد، کره، نشاسته و شیر درست می‌شود. دستورالعمل پخت این بیسکویت به قرن هفدهم باز می‌گردد و ابداع‌گر آن دکتری از اهالی باث انگلستان به نام ویلیام اولیور می‌باشد که نام خود را به این بیسکویت داده‌است.